# Zingara / Lontano Dagli Occhi
Zingara / Lontano Dagli Occhi é um compacto simples do cantor e compositor Dick Danello, de 1969.

## Faixas
| N.º            | Título                                 | Duração |  |
| 1.             | "Zingara" (Sergio Endrigo)             | 2:52    |  |
| 2.             | "Lontano Dagli Occhi" (Sergio Endrigo) | 4:05    |  |
| Duração total: | Duração total:                         | 6:57    |  |

## Banda
- Dick Danello: voz
- Élcio Alvarez e sua Orquestra: todos os instrumentos